# Понцано Венето
Понца̀но Вѐнето (на италиански: Ponzano Veneto; на венециански: Ponsàn, Понсан) е община в Северна Италия, провинция Тревизо, регион Венето. Разположена е на 27 m надморска височина. Населението на общината е 12 469 души (към 2014 г.).
Административен център на общината е град Падерно (Paderno).